# Acetato de molibdênio(II)
Acetato de molibdênio(II) é um composto de coordenação de fórmula química Mo2(O2CCH3)4. Possui a coloração amarela, é diamagnético, estável e levemente solúvel em solventes orgânicos. Acetato de molibdênio é um exemplo de composto com ligação quádrupla de metal-metal.